# Nematolepis
Nematolepis es un género con diez especies de plantas  perteneciente a la familia Rutaceae.

## Especies seleccionadas
- Nematolepis baxteri
- Nematolepis elliptica
- Nematolepis euphemiae
- Nematolepis frondosa
- Nematolepis ovatifolia
- Nematolepis paxteri
- Nematolepis phebalioides
- Nematolepis rhytidophylla
- Nematolepis squamea
- Nematolepis wilsonii